# 庫拉馬

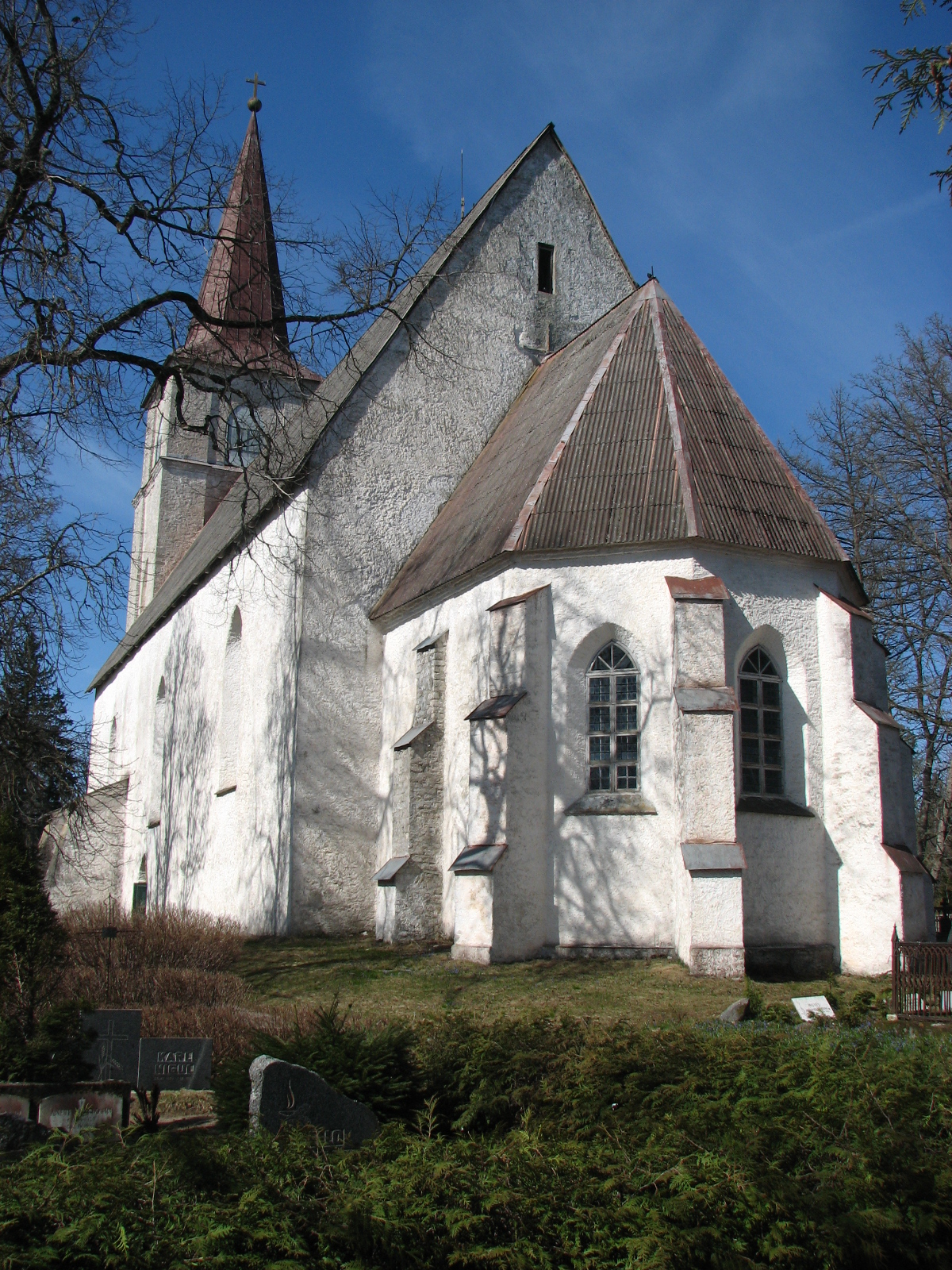
库拉马教堂

庫拉馬，是愛沙尼亞西部萊內縣莱内-尼古拉市镇内的村庄，位在首都塔林西南面70公里，海拔高度29米，2012年該村庄人口332。
58°53′N 24°05′E / 58.883°N 24.083°E